# Чендей, Иван Михайлович
Иван Михайлович Чендей (укр. Іван Михайлович Чендей; 20 мая 1922, Дубовое — 29 ноября 2005) — советский и украинский прозаик, киносценарист.

## Биографические сведения
Родился 20 мая 1922 года в поселке Дубовое (ныне Тячевский район, Закарпатская область, Украина).
Во время освобождения Закарпатья в 1944 году от немцев, Иван Чендей был участником литературного сборника хустских гимназистов. Главной школой для будущего писателя стала работа в областной газете «Закарпатская правда», в редакцию которой он пришёл в марте 1945 года.
Впоследствии Иван Чендей окончил Ужгородский университет, Высшие литературные курсы в Москве.
Умер 29 ноября 2005 года. Похоронен Иван Чендей в Ужгороде.

## Тени забытых предков
Сценарий фильма «Тени забытых предков» написали Иван Чендей, известный тогда как составитель закарпатских сказок, и С. И. Параджанов, режиссёр Киевской киностудии.
Параджанов жил у Чендеев почти месяц. Учил Марию Чендей делать голубцы из виноградных листьев. Спал в рабочем кабинете Ивана Михайловича. После ужина ложился на диван и до двух ночи рассказывал писателю технологии написания сценариев.

## Награды и премии
- Почётный знак отличия Президента Украины (19 августа 1993 года) — за выдающийся личный вклад в развитие и обогащение украинской литературы, высокохудожественное отображение жизни Закарпатья[3].
- Государственная премия Украины имени Тараса Шевченко (1994) — за книгу «Калина под снегом», повесть «Иван»